# Kappa Andromedae
Kappa Andromedae (κ And / κ Andromedae) é uma estrela subgigante classe B (branco-azulada), da constelação de Andromeda. Possui magnitude aparente de +4,15 e dista cerca de 170 anos-luz da Terra.
Em novembro de 2012, foi anunciada a descoberta de um exoplaneta gigante gasoso orbitando Kappa Andromedae. Tem cerca de 13 vezes a massa de Júpiter e foi fotografado diretamente a uma separação de 55 UA da estrela.
| Planeta | Massa        | Semieixo maior (UA) | Período orbital (dias) | Excentricidade |
| ------- | ------------ | ------------------- | ---------------------- | -------------- |
| b       | 12,8+2 −1 MJ | 55 ± 2              | -                      | -              |